# HD 89461
HD 89461，又名CD-41 5765，SAO 221948、HR 4056，是一颗恒星，视星等为5.96，位于銀經274.65，銀緯12.65，其B1900.0坐标为赤經10h 14m 12.6s，赤緯-41° 12.65′ 4″。